# Hannelore Fischer (Ökonomin)
Hannelore Fischer (* 16. Dezember 1926 in Berlin) ist eine deutsche Ökonomin, die im Zentralinstitut für sozialistische Wirtschaftsführung beim Zentralkomitee der SED tätig war.

## Leben
Hannelore Fischer studierte von 1946 bis 1949 Wirtschaftswissenschaften an der Universität Leipzig und wurde dort 1953 zum Dr. oec. promoviert. Anschließend erhielt sie dort eine Dozentur für Politische Ökonomie sowie einen Lehrauftrag an der Martin-Luther-Universität Halle-Wittenberg.
Von 1956 bis 1958 war sie im Ministerium für Schwermaschinenbau in Berlin tätig, dann von 1959 bis 1964 im VEB Leipziger Eisen- und Stahlwerke. Sie wechselte 1965 an das Zentralinstitut für sozialistische Wirtschaftsführung beim Zentralkomitee der SED. Das Zentralinstitut legte seinen Schwerpunkt auf Fortbildungsveranstaltungen und adressierte hier besonders die Führungskader der Vereinigungen Volkseigener Betriebe. Das im Südosten von Berlin am Müggelsee in Rahnsdorf angesiedelte Zentralinstitut machte in den Rahnsdorfer Gesprächen auf die neue Führungskultur in der Reformära der DDR in den 1960er-Jahren aufmerksam, auch unter den Führungskadern im nahegelegenen Industriecluster Oberschöneweide.
Fischer habilitierte sich 1966 als erste Frau an der Bergakademie Freiberg. Ab 1965 leitete sie die „Abteilung Operationsforschung“ am Zentralinstitut für sozialistische Wirtschaftsführung als habilitierter Doktor der Wirtschaftswissenschaften. Am 12. Februar 1968 wurde sie dort zur Professorin für Operationsforschung ernannt. Damit war sie der erste Professor für Operationsforschung in der DDR. Im März 1968 fanden die 9. Rahnsdorfer Gespräche zum Thema Ökonomische Kybernetik und Operationsforschung unter ihrer Leitung statt. Bereits ein Jahr zuvor leitete sie das 5. Rahnsdorfer Gespräch zur sozialistischen Führung. Mit ihren zahlreichen Veröffentlichungen zählte Hannelore Fischer zu den führenden Forschern auf dem Gebiet von Operations Research.

## Veröffentlichungen (Auswahl)
- mit M. Kluge: Optimierung des Produktionsplans bei Gewinnmaximierung. In: Die Wirtschaft, Jahrgang 19, 1964, Heft 9, Beilage, S. 1–3.
- Optimaler Jahresplan eines Betriebes nach verschiedenen Zielfunktionen. In: Die Wirtschaft, Jahrgang 20, 1965, Heft 19, Beilage, S. 2–10.
- Zur ökonomischen Aussage der objektiv bedingten Bewertungen eines betrieblichen Jahresproduktionsplans. In: Wirtschaftswissenschaft, 14 (1966) Nr. 4, Seite 602–616.
- Bedingungen und Inhalt der Optimierung des volkswirtschaftlichen Teilsystems Vereinigung Volkseigener Betriebe. In: Teiloptimierung, (1966), 3. Teil des Protokolls vom Internationalen Wissenschaftlichen Seminar zu Fragen der Optimierung und Verflechtungsbilanzierung in Berlin vom 5.–10. April 1965, (Planung und Leitung der Volkswirtschaft, Heft 13), Verlag Die Wirtschaft, Berlin, Seite 121–130.
- Mathematische Methoden in der Planung (mit Beispielen aus der Gießereiindustrie). Deutscher Verlag für Grundstoffindustrie, 1966, 2. Auflage 1968.
- Optimierung einer Erzeugnissgruppe als Mittel zur komplexen sozialistischen Rationalisierung. Dargestellt am Beispiel der Erzeugnisgruppe Stahlformguß. Habilitationsschrift der Bergakademie Freiberg 1966.
- Operationsforschung in der Wirtschaft. In: Neues Deutschland vom 20. Januar 1968, S. 5.
- Operationsforschung in der sozialistischen Wirtschaft. In: Wirtschaft, Jahrgang 23, 1968, Heft 11, Beilage, S. 16.
- Tipps zur Operationsforschung. In: Effekt, Berlin 1968, Heft 1, S. 30–32.
- Modelldenken und Operationsforschung als Führungsaufgaben. Karl Dietz Verlag Berlin, 1968, 3. Auflage 1969.
- Operationsforschung in der sozialistischen Wirtschaft. Mit bewährten Modellen aus der Praxis. Karl Dietz Verlag Berlin, 1969
- Wie werden Modellsysteme erarbeitet? Karl Dietz Verlag Berlin, Berlin 1970.
- mit Hans-Dieter Müller: Die Prüffelder im RAW „Otto Grothewohl“ Dessau. In: Schienenfahrzeuge, 15 (1971) Nr. 6, Seite 197–200
- mit Ûrij Il'ič Černâk, Renate Lange: Analyse und Synthese von Systemen in der Ökonomie. Akademie-Verlag Berlin 1972.
- Modellsysteme der Operationsforschung. Ein Beitrag zur Theorie, mit 2 Tabellen. Akademie-Verlag Berlin, Berlin 1974.
- mit Hans Peter Wolff: Zur Messung der Steigerung der Arbeitsproduktivität in Innerbetrieblichen produzierenden Struktureinheiten. In: Wissenschaftliche Zeitschrift der Universität Rostock / Gesellschafts- und sprachwissenschaftliche Reihe, 28 (1979), 5/6, Seite 295–298.